# 1986 în jocuri video
Acest articol prezintă evenimente importante legate de jocuri video din anul 1986. Vezi și istoria jocurilor video.

## Evenimente

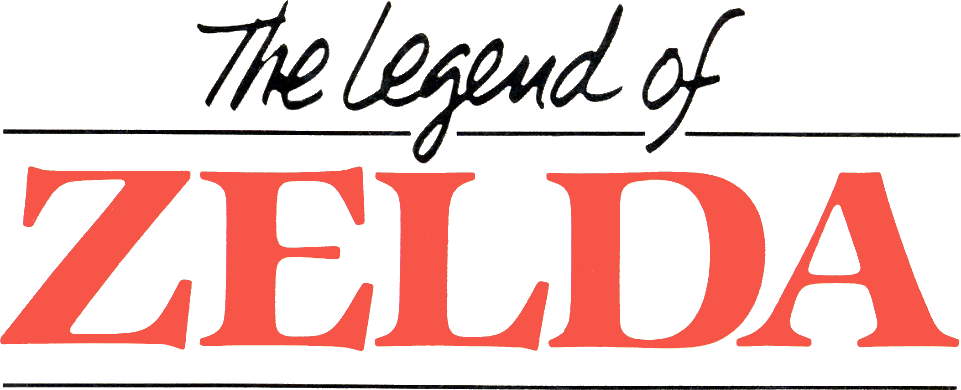
The Legend of Zelda primul joc din seria de succes cu același nume, creată de Nintendo.

În 1986, au apărut mai multe sequel-uri și prequel-uri în jocurile video, precum Super Mario Bros. 2, alături de titluri noi precum Arkanoid, Bubble Bobble, Castlevania, Dragon Quest, Ikari Warriors, The Legend of Zelda, Metroid, Out Run și R.B.I. Baseball. Jocurile video arcade cu cele mai mari încasări ale anului au fost Hang-On în Japonia, Hang-On și Gauntlet în Statele Unite și Nemesis (Gradius)  în Londra. Cel mai bine vândut sistem de acasă al anului a fost Nintendo Entertainment System(Famicom) pentru al treilea an consecutiv, în timp ce cele mai bine vândute jocuri video pentru acasă pe piețele occidentale au fost Super Mario Bros. în Statele Unite și Yie Ar Kung-Fu în Regatul Unit.

### Lansări importante
- 21 februarie — The Legend of Zelda (creat de Shigeru Miyamoto pentru Nintendo Famicom Disk System), primul din seria The Legend of Zelda (seria)
- 27 mai — Dragon Quest este lansat de Enix pentru Famicom, de obicei considerat printre cele mai importante jocuri video de rol pentru console, primul dintr-o serie ce a avut un succes enorm în japonia
- 6 august — Metroid creat de Makoto Kanoh, primul din seria Metroid (seria).
- 1 noiembrie — Alex Kidd in Miracle World în Japonia pe Sega Master System
- Namco lansează Sky Kid Deluxe, Hopping Mappy, Toy Pop, The Return of Ishtar, care este continuarea jocului Tower of Druaga, Genpei Tōma Den, și * Rolling Thunder.
- Arkanoid și Bubble Bobble lansate de Taito

### Hardware
- Namco lansează Namco System '86
- Atari lansează Atari 7800
- Sega lansează consola Sega Master System în America; lansează jocul arcade Out Run
- Sharp lansează consola Twin Famicom
- Nintendo lansează Famicom Disk System (o adăugire pentru Famicom) exclusiv în Japonia

### Companii
- Companii noi: Acclaim, Majesco Sales Inc., Ubi Soft Entertainment, Inc., Bethesda Softworks Inc.
- Activision cumpără Gamestar Software
- Sinclair Research Ltd. este cumpărat de Amstrad

### Reviste
În 1986, au apărut nouă numere  ale revistei Computer Gaming World. Revistele au avut mai multe pagini față de anii precedenți. Sunt publicate din ce în ce mai multe discuții despre echipamente bazate pe Amiga, Macintosh și MS-DOS.